# Hidrografia Greciei
Principalele râuri care străbat Grecia se varsă în nordul Mării Egee și provin din exteriorul teritoriului: Struma, Axios și Nestos.